# Joodaceetamide
Joodaceetamide is een organische verbinding met als brutoformule C2H4INO. De stof komt voor als een toxische geel-bruine kristallijne vaste stof.

## Toepassingen
Joodaceetamide wordt aangewend als alkyleringsreagens bij het in kaart brengen van peptiden. De werking ervan is vergelijkbaar met die van joodazijnzuur. Het wordt voornamelijk gebruikt om covalent te binden met de thiolgroep uit cysteïne, zodat het proteïne in kwestie geen disulfidebruggen kan vormen. Joodaceetamide treedt daarom als cysteïnepeptidase-inhibitor op:

## Toxicologie en veiligheid
Joodaceetamide is een toxische en mogelijk ook carcinogene verbinding.